# Истерн-Хайлендс
Истерн-Хайлендс (англ. Eastern Highlands Province, ток-писин Isten Hailans) — провинция Папуа — Новой Гвинеи, расположенная во внутренней части острова Новая Гвинея. В провинции проживает около 20 папуасских племен. Самое многочисленное из них — форе. Провинция Истерн-Хайлендс делится на 8 округов.
В Гороке — административном центре провинции находится один из 6 университетов Папуа — Новой Гвинеи — Университет Горока.